# Ubald z Gubbio
Ubald z Gubbio właśc. Ubaldo Baldassini (łac. Ubaldus) (ur. ok. 1084 w Gubbio, zm. 16 maja 1160 tamże) – włoski biskup, święty Kościoła katolickiego.

## Życiorys
Ubald urodził się około 1084 roku w Gubbio, jednym z najpotężniejszych wówczas miast-państw w Umbrii w arystokratycznej rodzinie Baldassini. Gdy został sierotą, zamiast się ożenić, wyrzekł się majątku i wybrał kapłaństwo. Okolo roku, 1125 gdy wielki pożar spustoszył Gubbio  Ubald postanowił zostać pustelnikiem ale potem wracil do miasta i rozpoczął odbudowę miasta. Rok później po śmierci ówczesnego biskupa, ludność Perugii pragnęła jego wyboru na biskupa. Zmuszony do posłuszeństwa papieżowi Honoriuszowi II, został mianowany biskupem Gubbio. Jako biskupa cechowała go skromność, unikanie kosztownych ceremonii i szat liturgicznych. Zawsze stojąc po stronie najsłabszych, przyszły święty z Umbrii zaprowadzał pokój pomiędzy frakcjami miasta rozdartymi zaciekłymi waśniami. Gdy w 1154 roku Gubbio zostało zaatakowane przez koalicję miast Umbrii pod wodzą Perugii i zwyciężyło, modlitwom biskupa przypisano zasługi. W 1155 roku odważnie stawił czoła cesarzowi Fryderykowi Barbarossie, który już zrównał Spoleto z ziemią i ruszył w stronę Gubbio. Ubald rozmawiając z nim przekonał go, aby oszczędził miasto. Wśród wielu dokonanych cudów przez Ubalda znajduje się uzdrowienie głuchoniemej dziewczynki i niewidomego mężczyzny. Zmarł w Gubbio w 1160 roku, pozostawiając cały swój majątek biednym. Jego relikwie znajdują w bazylice nazwanej jego imieniem, na szczycie góry Ingino, z której można podziwiać widok na umbryjskie miasto i otaczającą je dolinę. W Gubbio, którego jest patronem, co roku w maju odbywa się słynna „corsa deiceri” (wyścig świec). Ubalda z Gubbio kanonizował w 1192 roku papież Celestyn III.
W ikonografii przedstawiany jako biskup w stroju pontyfikalnym, z atrybutami władzy biskupiej lub z makietą miasta. Jest patronem miasta Gubbio. Wzywany w przypadku migreny i autyzmu.
Jego liturgiczne wspomnienie obchodzone jest w dzienną rocznicę śmierci.